# Zetsuai 1989
Zetsuai 1989 (яп. 絶愛-1989-) — яой-манга, созданная Минами Одзаки, выходившая в журнале «Margaret». На её основе вышло три аниме: «Zetsuai 1989», «Cathexis» и «Bronze: Zetsuai since 1989».
Zetsuai — слово, составленное самой мангакой из двух кандзи: «отчаяние» (zetsu: 絶) и «любовь» (ai: 愛), что обычно переводится как «безнадёжная любовь» или «одержимость». В связи с тем, что ни манга, ни аниме «Zetsuai 1989» официально не лицензированы на английском, они не имеют какого-то определённого обозначения в этом языке. Возможны такие варианты, как Desperate Love (англ. desperate — отчаянный), Hopeless Love (англ. hopeless — безнадёжный), Everlasting Love (англ. everlasting — нескончаемый). Сама Одзаки предпочитала последний вариант.

## Сюжет
Действие разворачивается в Японии в 90-е годы. Молодой футболист Идзуми Такуто случайно натыкается на пьяного человека, лежащего на улице под дождём. Идзуми не бросает его, приносит домой, ухаживает, лечит. Позже выясняется, что он подобрал очень популярного певца Нандзё Кодзи. Поначалу Идзуми не знает, что Кодзи — суперзвезда, хотя сестра Идзуми — настоящая фанатка Кодзи и сразу замечает, что найденный на улице мужчина до странности на него похож. Кодзи, постепенно узнавая Идзуми, невольно проникается симпатией, а затем и влюбляется всё сильнее и сильнее, пока любовь не перерастает в настоящую одержимость.

## Zetsuai 1989
Манга «ZetsuAi ~1989~» начала публиковаться в 1989 году в журнале Margaret, потом, после пяти томов, перестала выходить.  Они заканчиваются открытым финалом. Через несколько лет Минами Одзаки вновь взялась за эту историю, начав публиковать «Zetsuai Bronze, since 1989» из 14 томов, которая является прямым продолжением сюжета предыдущей манги "Zetsuai 1989". Выпуск прекратился на 14 томе весной  2006 года без окончательного финала в сюжете из-за болезни мангаки.
Существует додзинси, который опубликован в августе 2006 года от имени  Минами Одзаки под названием Dekishi (Doujinshi: "Ai ni Obore Ai ni Shisu" (a sequel of BRONZE #14), 溺死, досл. "Смерть от утопления")), представляющий собой одностраничный сиквел, дающий читателям короткий финальный аккорд 17-летней истории этой манги.
Кроме японской версии, существуют официальные лицензированные переводы: французский (издательство Tonkam), немецкий (Carlsen Verlag), корейском, испанский (Glénat España) и итальянский (PANINI S.p.A.).
Одноимённое аниме снято на студии Madhouse под руководством Эндо Такудзи. OVA охватывает события манги с первого тома по четвёртый, но длится только 45 минут, в связи с чем многие сцены оказались пропущены. Дизайном персонажей занимался Аоки Тэцуро, автор сценария — Урахата Тацухико.

## Персонажи

### Основные
- Такуто Идзуми (яп. 拓　泉人 Izumi Takuto) — способный футболист, обращающий на себя внимание специалистов, хотя его талант только начал раскрываться. Держится особняком. Идзуми вообще человек скрытный, старательно избегающий даже дружеских отношений. К тому же у него просто нет времени на романтику или дружбу: с самого детства Идзуми мечтал о карьере футболиста, и спорт для него — вся жизнь (например, он может отправиться на тренировку с температурой 39).  Вырос в детском доме, работает на нескольких работах, но живёт небогато. Очень привязан к близким, старается как можно лучше устроить их жизнь и готов ради этого на жертвы. Внешняя замкнутость и резкость объясняются тяжелой душевной травмой, которую Такуто не может вылечить с детских лет: на глазах у Идзуми мать убила отца и сильно ранила самого мальчика, когда тот попытался вмешаться. Идзуми предпочитает не говорить о своём прошлом и уверен, что не способен испытывать чувство любви. Тем более, его пугает и отталкивает гомосексуальная любовь, которую навязывает Кодзи. День рождения: 15 августа[6].

Роль озвучивает Такэхито Коясу, маленький Идзуми — Мацусита Миюки. В «Bronze» II (Drama CD) — Касэ Ясуюки.
- Кодзи Нандзё (яп. 南條　晃司 Nanjo Kouji) — популярный молодой певец, мегазвезда. Шесть лет назад Кодзи шёл мимо футбольного поля и случайно увидел там девочку, которая играла лучше всех и рвалась забивать голы. Кодзи был поражен её энергией и силой и влюбился с первого взгляда. Больше они иногда не встречались, и единственное, что знает Кодзи — другие ребята называли девочку «Идзуми». Из-за этого он сначала считает, что был влюблен в Сэрику Идзуми и только потом понимает, что принял за девочку её брата Такуто. Кодзи был усыновлен и с трёх лет воспитывался в самурайской семье, занимался кэндо, айкидо, дзюдо, каратэ, хорошо владеет мечом, играет на фортепиано. С детства своими талантами выделялся среди остальных детей, поэтому именно его отец хотел сделать наследником. Однако Кодзи всегда был очень холодным и равнодушным человеком, ему глубоко безразлична и карьера, и семья, и сыновние обязанности. Он не особенно дружен с братьями. После встречи с Идзуми он полностью меняется и ради любви готов на любые, совершенно безумные действия, хотя поначалу только раздражает Идзуми своим назойливым вниманием. В манге Bronze Кодзи больше не занимается сольным творчеством, а формирует собственную группу Kreuz (от нем. kreuz — «крест»). День рождения: 24 декабря[6]. Роль озвучивает Сё Хаями. В «Bronze II» (Drama CD): Курода Такая.
- Хиросэ Нандзё (яп. 南条広瀬 Nanjo Hirose) — старший брат Кодзи, который управляет крупной финансовой компанией. С братом отношения очень плохие: в детстве Хиросэ отчаянно старался стать идеальным сыном, идеальным наследником, но Кодзи всегда был талантливее и добивался уважения отца, не прилагая никаких усилий и наплевательски относясь к семейным традициям. Хиросэ учился за рубежом: в США, где познакомился со своей первой женой. После второго брака на свет появился сын Тацуоми. Хиросэ пытается заставить Кодзи ответственнее относиться к своим обязанностям, но часто перегибает палку. Считает, что долг — прежде всего, что чувства надо уметь контролировать, а репутация и дела Нандзё должны стоять на первом месте как у него, так и других членов семьи. Терпеть не может Идзуми и старается разлучить его с Кодзи, не принимает всерьез чувства Кодзи, считает, что тот рано или поздно устанет от своей любви. Идзуми впервые встречается с Хиросэ, когда приходит в больницу навестить Кодзи. День рождения: 22 марта[6]. Роль озвучивает Мати Юдзи. У Хиросэ есть жена Каоруко, на которой тот женился на ней сразу после развода с первой женой, жительницей США, и маленький сын Тацуоми. Тацуоми очень любит отца и стремится сделать всё возможное, чтобы заслужить его похвалу. Хиросэ хочет сделать из него идеального наследника.
- Кацуми Сибуя (яп. 渋谷克巳 Shibuya Katsumi) — самый близкий (и, наверное, единственный) друг и менеджер Кодзи. Его дядя — президент компании Shibuya Productions. Жизнерадостный, добродушный и открытый человек, любит пошутить, искренне желает добра и Кодзи, и Идзуми, но боится, что отношения между ними принесут только вред. Впрочем, он старается по возможности облегчить эти отношения, например, даже однажды покупает для Кодзи билет на футбольный матч с Идзуми[7]. Поначалу Сибуя и Кодзи вместе живут в одной квартире, но затем туда переезжает Идзуми, а Сибуя перебирается в другое место. В поздних главах Bronze отдаёт Идзуми свою собаку, по кличке Иисус. Сибуя любит красивых девушек и, в целом, неравнодушен к женскому полу — например, при первой же встрече заигрывает с Минако. В поздних главах у Сибуи появляется постоянная девушка. День рождения: 1 октября[6]. Роль озвучивает Ямагути Каппэй. Сестра Кацуми Мадока (роль озвучивает Минами Оми, умерла очень рано: в 13 лет[8]. Была влюблена в Кодзи и в каком-то смысле способствовала тому, что тот профессионально занялся пением. Её заболевание неизвестно, но, по словам Сибуи, врачи сразу после рождения сказали, что девушке не протянуть дольше десяти лет.

### Второстепенные
- Сэрика Идзуми — младшая сестра Идзуми Такуто, также в детстве занималась футболом. Фанатка Кодзи Нандзё, покупает все его музыкальные альбомы, постоянно слушает записи, стены в её комнате обклеены соответствующими плакатами. Сэрику и младшего брата Идзуми усыновили после смерти родителей, девочке в то время было 8 лет. Сэрика очень любит Идзуми, но считает, что тот слишком жесток к Кодзи. Сочувствует Кодзи и в ссорах обычно встаёт на его сторону. В аниме она так и не догадывается о чувствах Кодзи к своему брату (считает их давними дузьями). В манге всё несколько иначе: в одном из интервью у Кодзи спрашиваю, кто вдохновляет певца в творчестве, и Кодзи немного рассказывает об Идзуми, не называя имён. Сэрика покупает журнал с этим интервью и понимает, что речь идет о её брате. Роль озвучивает Нисихара Кумико.
- Юго Идзуми — младший брат Идзуми, после смерти родителей был усыновлен вместе с Сэрикой. Недолюбливает Кодзи и ревнует к нему Такуто. Роль озвучивает Нисимото Эцуко. Сэрика и Юго живут с приёмными родителями. Семья Хориути — родственники Идзуми по материнской линии. Очень хорошо относятся к Идзуми, хотя тот так и не смог их по-настоящему полюбить, поэтому нашёл себе отдельное жильё.
- Мать Идзуми в аниме совершила самоубийство после смерти мужа. По манге, провела в тюрьме двенадцать лет и встречается с Идзуми в середине 5 тома манги Zetsuai, потому что должна рассказать ему что-то важное о своём прошлом. Говорит, что отец Идзуми был замечательным футболистом, но пожертвовал футболом ради неё и всегда жалел о своём выборе. Он никогда не был счастлив, и тогда мать Идзуми совершила убийство — чтобы не умерла их любовь, чтобы муж всегда принадлежал ей. Роль озвучивает Мунаката Томоко.
- Аяко — мать Кодзи, популярная фотомодель. Кодзи иногда вспоминает о ней: она никогда не проводила много времени с ребёнком, вечно занятая на работе. Родила Кодзи в 15 лет, а когда мальчику исполнилось три года, менеджер Аяко отвел его в семью Нандзё.
- Рюитиро Нандзё — глава семьи Нандзё, отец Хиросэ, Акихито и Надэсико, приёмный отец Кодзи. Суровый человек, посвятивший свою жизнь кэндо. Был дважды женат.
- Надэсико Нандзё — сестра Хиросэ, Кодзи и Акихито. Единственная дочь в семье Нандзё. Редко появляется в манге. Роль озвучивает Кадзунари Танака.
- Акихито Нандзё (яп. 南条秋人 Nanjo Akihito) — «забытый»[9] средний брат в семье Нандзё. С большим уважением и любовью относится к своему старшему брату Хиросэ, его правая рука в бизнесе и любых делах. Ненавидит Кодзи и завидует ему, но не столько из-за особого отношения отца, сколько из-за того внимания, которое ему уделяет Хиросэ. Ревнует Хиросэ даже к сыну, Тацуоми. Роль озвучивает Кикути Масами. В «Bronze II» (Drama CD): Уэда Юдзи.
- Группа Kreuz (с нем. — «Крест») создана Кодзи в 7 томе манги Bronze. Такафуми Ёсия — клавишные, Кими Мори — бас-гитара, Кёитиро Татибана — ударные, Кай Куросаки — гитара. Затем его место занимает Кэйсукэ Гандзи, скрипач, который окончил музыкальную школу и хорошо играет на гитаре.
- Юри Кано — гримёр и парикмахер Кодзи. Симпатизирует Кодзи и шутливо заигрывает с ним, приводя в ужас Такасаку. Очень красивая женщина лет тридцати,[10] блондинка с длинными вьющимися волосами. В 7 томе манги Bronze уезжает в Нью-Йорк, оставляя вместо себя Ёси Мияко.
- Мияко Ёси — по совету Сибуи приходит на место Юри Кано. Стеснительная девушка молодая девушка (20 лет), считает, что ей ещё многому надо научиться. По характеру настоящий ценитель красоты. Говорит, что всегда восхищалась Юри Кано.
- Такасака Тосиюки (яп. 高坂俊之 Takasaka Toshiyuki) — представитель Кодзи в компании Shibuya Productions. Все время нервничает, трясется за дела Кодзи. В аниме практически не появляется, в манге обычно участвует в комических эпизодах. Роль озвучивает Фурусава Тору. В «Bronze II» (Drama CD): Тиба Сусуму.
- Хисая Кунихидэ (яп. 邦秀久也) — товарищ Идзуми по команде. Отсутствует в аниме, но играет значительную роль в манге. Очень переживает из-за своей девушки, которая потеряла рассудок на почве любви к Нандзё Кодзи. Естественно, Хисая не может испытывать к кумиру Эйри теплых чувств, но понимает, что сам Кодзи ни в чём не виноват, и поначалу не собирается чинить ему препоны или мстить. В целом, Хисая неплохой парень, но оказывается втянут в интриги Нандзё Хиросэ, который сыграл на чувствах к Эйри. Роль в «Bronze II» (Drama CD) озвучивает Ёсиока Фумио.
- Эйри Идзима — девушка Хисаи, они собирались пожениться. Веселая, общительная, но по характеру — типичный фанат. Однажды Эйри увидела плакат с изображением Кодзи и с тех пор потеряла покой. Эйри влюбляется безумной любовью и зарабатывает психическое расстройство. Когда Кодзи во время одного из концертов говорит, что хочет закончить музыкальную карьеру, Эйри теряет контроль и пытается убить его. Из-за этого позднее оказывается в больнице.
- Миэко Минамимото — бывшая возлюбленная Кодзи, известная актриса, которая снималась вместе с Кодзи в некоторых фильмах. Очень красивая девушка. Когда у Кодзи и Идзуми Такуто устанавливаются более-менее дружеские отношения, Кодзи опять начинает встречаться с Миэко, пытаясь преодолеть физическую тягу к Идзуми. Роль озвучивает Игараси Рэй.
- Юка Минамимото — младшая сестра Миэко, эпизодический персонаж манги. Кодзи использует её, чтобы отвлечь внимание журналистов от Идзуми — флиртует на публику (в 4 томе манги Zetsuai 1989).
- Минако Сасаки — девушка, появляющаяся в конце 4 тома Zetsuai 1989. Одна болельщиц Идзуми, потом признается ему в своих чувствах. Идзуми начинает встречаться с ней в пику Кодзи. В Bronze она приходит навестить Кодзи в больнице вместе со своим новым молодым человеком.
- Сиги Кураути — верный телохранитель и близкий друг Хиросэ.
- Хоцума Кураути — сын Сиги Кураути, друг Тацуоми (сына Хиросэ).
- Тору Хина — врач Идзуми Такуто в США. Старый друг Хиросэ. Несмотря на свой возраст (47 лет), выглядит очень молодо.

## Саундтреки и Drama CD
Музыку к аниме, впоследствии вошедшую в альбом «Shakunekka Zetsuai −1989- Version2», написал известный японский композитор Кэндзи Каваи.

### Zetsuai 1989
Zetsuai 1989 (яп. 絶愛-1989-), также «Zetsuai 1989 -Version 1-» — альбом, вышедший 25 июля 1990 года под лейблом Toshiba EMI. Он является саундтреком не к аниме (которое было выпущено только через два года — в 1992), а к манге, поэтому песни исполняет не Хаями Сё, сэйю Нандзё Кодзи в обоих OVA, а японский певец Исихара Синъити.
| #  | Название трека                          | Японское название и перевод                                                                             | Время |
| -- | --------------------------------------- | --- | ----- |
| 1  | Zetsuai 1989                            | Обреченная любовь 1989 (яп. 絶愛~1989)                                                                  | 04:57 |
| 2  | SHAKE IT SHAKE                          | SHAKE IT SHAKE (яп. シェイク イット シェイク)                                                           | 04:08 |
| 3  | Prayer                                  | Inori (яп. 祈り), Молитва                                                                               | 04:23 |
| 4  | Beast                                   | Yajuu you (яп. 野獣よ), Зверь                                                                           | 04:51 |
| 5  | Chain                                   | Kusari (яп. 鎖), Цепь                                                                                   | 03:18 |
| 6  | What should I do                        | Dou sureba ii (яп. どうすればいい), Что же мне делать?                                                  | 04:34 |
| 7  | Again and again                         | Nandomo nandomo (яп. 何度も何度も), Снова и снова                                                       | 03:46 |
| 8  | Bonds                                   | Kizuna (яп. きずな), Узы                                                                                | 05:30 |
| 9  | Life                                    | Inochi (яп. 命), Жизнь                                                                                  | 03:43 |
| 10 | To the one I might not be able to reach | Mou todokanai kamoshirenai hito e (яп. もう届かないかもしれない) Тому, с кем нам не суждено быть вместе | 04:47 |

### Zetsuai 1989 version 2
Shakunekka Zetsuai -1989- Version2 (яп. 灼熱夏　絶愛　-１９８９－Version2), также «Zetsuai 1989 Shakunetsunatsu» — «вторая версия» саундтрека, которая появилось одновременно с аниме. Единственный альбом, в котором вы можете найти инструментальные композиции (фоновую музыку) из OVA «Zetsuai 1989». Дата выхода: 9 сентября 1992. Песни исполняет Хаями Сё (сэйю Нандзё Кодзи).
| #  | Название трека            | Японское название и перевод | Время |
| -- | ------------------------- | --- | ----- |
| 1  | Zetsuai MEGAMIX           | Zetsuai MEGAMIX | 04:23 |
| 2  | Omen                      | Yochou (яп. 予兆), Знамение | 01:02 |
| 3  | The scarlet scar          | The scarlet scar (яп. 真紅の傷跡), Алый шрам                                                                                            | 04:24 |
| 4  | Chance meeting            | Kaikou (яп. 邂逅), Случайная встреча | 01:20 |
| 5  | Shakunekka (яп. 灼熱夏)   | Shakunekka (яп. 灼熱夏), Испепеляющее лето (японское прилагательное в данном случае семантически близко к понятию испепеляющей страсти) | 01:30 |
| 6  | What should I do          | Dou sureba ii (яп. どうすればいい), Что же мне делать?                                                                                  | 04:34 |
| 7  | D                         | «D» (с англ. — «Ди») | 02:01 |
| 8  | The birth of darkness     | Fukai kuro no tanjou (яп. 深黒の誕生), Рождение тьмы                                                                                    | 04:24 |
| 9  | The fragments of the sun  | Taiyou no hahen (яп. 太陽の破片), Осколки солнца                                                                                        | 03:27 |
| 10 | Blood                     | Chi (яп. 血), Кровь | 03:39 |
| 11 | Bad blood                 | Bad blood, Кровная вражда | 03:58 |
| 12 | Sweet slaughter           | Sweet slaughter, Нежный палач | 04:55 |
| 13 | Jesus Christ Love For You | Jesus Christ Love For You | 03:43 |

### Bad Blood -Single-
Bad Blood — отдельно вышедший сингл из альбома «Zetsuai 1989 -Version 2-». Диск выпущен 14 октября 1992 года, сразу после «Zetsuai 1989 version 2». Песни исполняет Хаями Сё. Лейбл: Toshiba EMI.
Список композиций:
1. BAD BLOOD — 03:58
2. SWEET SLAUGHTER — 04:26
3. BAD BLOOD -karaoke version- — 03:58
4. SWEET SLAUGHTER -karaoke version- — 04:26

### Zetsuai DramaMix 1993
Zetsuai DramaMix 1993 — два CD-диска, вышедших 10 марта 1993. Лейбл Toshiba EMI. Содержит треки из Drama CD, а также музыкальные композиции в исполнении Хаями Сё. Цель записи этого альбома — озвучить те события манги «Zetsuai 1989», которые были пропущены в OVA. Треки «DramaMix 1993» максимально подробно следуют за сюжетной канвой манги, появляется несколько новых персонажей (например, мать Идзуми Такуто). Для записи альбома были приглашены те же сэйю, что и в аниме.
| CD-1 | CD-1                                               | CD-1  | CD-1 | CD-1 |
| #    | Название трека                                     | Время |      |      |
| ---- | -------------------------------------------------- | ----- | ---- | ---- |
| 1    | DRAMA I                                            | 26:44 |      |      |
| 2    | The Scarlet Scar (яп. 真紅の傷跡 Maaka no Kizuato) | 04:22 |      |      |
| 3    | DRAMA II                                           | 09:03 |      |      |
| 4    | Zetsuai 1989 (яп. 絶愛-1989-)                      | 02:06 |      |      |
| 5    | DRAMA III                                          | 10:00 |      |      |
| 6    | BAD BLOOD                                          | 04:08 |      |      |
| CD-2 |                                                    |       |      |      |
| #    | Название трека                                     | Время |      |      |
| 1    | ZETSUAI MEGAMIX ~short style~                      | 04:21 |      |      |
| 2    | DRAMA IV                                           | 24:36 |      |      |
| 3    | Dou sureba ii (англ. What should I do)             | 04:32 |      |      |
| 4    | DRAMA V                                            | 23:00 |      |      |
| 5    | Jesus Christ Love for You                          | 04:56 |      |      |

### The Best of Minami Ozaki
The Best of Minami Ozaki — сборник лучших песен из разных альбомов. Исполнители: Исихара Синъити, Хаями Сё, Судзуки Хироаки, Цубакура Юйко, Минамото Юка. Выпущен компанией SM Records.
Фактически, альбом представляет собой компиляцию из альбомов «Cathexis» (два трека), «Zetsuai -version 1-» (практически полностью) и вышедшего 6 ноября 1988 года альбома Calekka Original Album (яп. 彼烈火　オリジナルアルバム Karekka), посвящённого популярной в 90-х годах серии яойных додзинси по манге «Капитан Цубаса», по которой рисовала додзинси Минами Одзаки.
| #  | Название трека                     | Японское название и перевод                                                                         | Исполнитель     | Время |
| -- | ---------------------------------- | --------------------------------------------------------------------------------------------------- | --------------- | ----- |
| 1  | Katsuai ~Cathexis Style~           | Katsuai ~в стиле cathexis~ (яп. 渇愛~Cathexis Style~)                                               | Хаями Сё        | 04:34 |
| 2  | Jesus Christ Love For You          | Jesus Christ Love For You                                                                           | Хаями Сё        | 05:37 |
| 3  | Zetsuai −1989-                     | Zetsuai -1989- (яп. 絶愛~1989)                                                                      | Исихара Синъити | 04:57 |
| 4  | SHAKE IT SHAKE                     | SHAKE IT SHAKE (яп. シェイク イット シェイク)                                                       | Исихара Синъити | 4:08  |
| 5  | Beast                              | Yajuu you (яп. 野獣よ), Зверь                                                                       | Исихара Синъити | 04:51 |
| 6  | Lock                               | Lock, Замо́к                                                                                         | Исихара Синъити | 03:18 |
| 7  | What should I do                   | Dou sureba ii (яп. どうすればいい), Что же мне делать?                                              | Исихара Синъити | 04:34 |
| 8  | Again and again                    | Nandomo nandomo (яп. 何度も何度も), Снова и снова                                                   | Исихара Синъити | 03:46 |
| 9  | Bonds                              | Kizuna (яп. きずな), Узы                                                                            | Исихара Синъити | 03:46 |
| 10 | It might not be reachable any more | Mou todokanai kamoshirenai hito e (яп. もう届かないかもしれない) «Этого я больше получить не смогу» | Исихара Синъити | 04:47 |
| 11 | Severe Fire                        | Calekka (яп. 彼烈火), Непереносимый жар                                                             | Исихара Синъити | 03:36 |
| 12 | Don’t Shout for Love               | Ai to Yobasenai (яп. 愛と呼ばせない), Не зови любовь                                                | Судзуки Хироаки | 05:06 |
| 13 | Pitiful                            | Itooshikute (яп. いとおしくて), Жалкий                                                              | Drama CD        | 02:54 |
| 14 | ROMANTIC DANCE                     | ROMANTIC DANCE, Романтический танец                                                                 | Цубакура Юйко   | 04:06 |
| 15 | The Secret in the DOLL             | Himitsu ni DOLL (яп. 秘密にDOLL), Кукла с секретом                                                  | Минамото Юка    | 04:52 |
| 16 | Burning Heat                       | Shakunetsu (яп. 灼熱), Разгорающееся пламя                                                          | Исихара Синъити | 03:32 |

### Bronze — Kouji Nanjo
Bronze - Kouji Nanjo (яп. 南條晃司／BRONZE) — песни Нандзё Кодзи из манги в исполнении Хаями Сё. Альбом вышел 29 января 1992 года под лейблом Toshiba EMI, одновременно с первым томом манги Bronze. Таким образом, он является саундтреком не к аниме, а к манге, и вы не услышите здесь фоновую музыку OVA.
| # | Название трека           | Японское название                                                                                       | Время |
| - | ------------------------ | --- | ----- |
| 1 | Albinoid Junction        | Albinoid Junction                                                                                       | 05:32 |
| 2 | Dream's Thorns           | Yume no Toge (яп. 夢の棘), Тернии снов                                                                  | 03:10 |
| 3 | Endless Desire           | Endless Desire, Беспредельное желание                                                                   | 03:45 |
| 4 | Still life               | Seishiga ~ Still Life ~ (яп. 静止画 ～STILL LIFE～), Натюрморт                                          | 03:28 |
| 5 | Bridge                   | Bridge, Мост                                                                                            | 05:11 |
| 6 | Giant Step               | Giant Step, Гигантский шаг                                                                              | 03:19 |
| 7 | Bronze                   | BRONZE, Бронза                                                                                          | 03:50 |
| 8 | Woe the night phantasmic | Aigenya (яп. 哀幻夜) — неологизм Минами Озаки, построенный на сложной игре слов «ночь, призрак, печаль» | 06:09 |
| 9 | Epilogue                 | Epilogue, Эпилог                                                                                        | 03:09 |

На CD-диске есть два бонусных трека: «Zetsuai Megamix 1992 -English Version-» и «Zetsuai Megamix 1992». Это ремиксы композиции «Zetsuai MEGAMIX» из альбома «Zetsuai 1989 version 2» (так же в исполнении Хаями Сё).

### Bronze Original Soundtack
BRONZE zetsuai since 1989 original soundtack (яп. BRONZE zetsuai since 1989　オリジナルサウンドトラック) — саундтрек к OVA Bronze, вышедший 18 декабря 1996. Песни исполняют Хаями Сё и Иноэ Такэхидэ (также известный как TAKEHIDE). Лейбл: Victor Entertainment.
Композиция «Bronze — End» к тому же является закрывающей музыкальной темой аниме Bronze, вы можете встретить её под названием «Bronze -Final Chapter-» (англ. Последняя глава). Эта песня, а также «Broken Cliff» (англ. Сломанный утёс) исполняются Иноэ Такэхидэ. Хаями Сё поёт «Bronze Martyrdom» и «Scape goat» (англ. Козёл отпущения). Остальное — инструментальные композиции, написанные Отани Ко.
Список композиций:
1. Overture 1996 (яп. オーヴァーチュア 1996) — 04:12
2. Ruby (яп. ルビー) — 04:09
3. Bronze Martyrdom (яп. BRONZE 殉教 Bronze Junkyou) — 05:42
4. Heaven (яп. ヘヴン) — 05:29
5. Debut (яп. デビュー) — 03:31
6. Ego (яп. エゴ) — 01:48
7. Epitaph (яп. エピタフ) — 00:51
8. Sanctuary (яп. サンクチュアリ) — 02:07
9. Scape goat (яп. スペース・ゴート) — 04:54
10. Wings (яп. ウィングス) — 01:23
11. Liar (яп. ライアー) — 01:20
12. Effusion (яп. エフュージョン) — 01:18
13. Pain (яп. ペイン) — 01:19
14. Cliff (яп. 断崖 Dangai) — 05:00
15. Childhood (яп. チャイルドフッド) — 02:18
16. Notoriety (яп. ノトーリアティ) — 00:51
17. Hopelessness (яп. ホープレスネス) — 02:36
18. Eternal Rest (яп. エターナル・レスト) — 03:24
19. Bronze — Finale (яп. BRONZE最終章 BRONZE Saishuushou) — 06:19

### Bronze Martyrdom
Bronze Martyrdom (яп. BRONZE 殉教 Bronze Junkyou) — отдельно вышедший сингл из альбома «Bronze Original Soundtrack». CD-диск включает песни Bronze Martyrdom и Scape Goat в исполнении Хаями Сё, а также караоке-версии этих песен. Лейбл: Victor Entertainment. Дата выхода: 21 февраля 1996 года
Список композиций
1. BRONZE 殉教
2. SCAPE GOAT
3. BRONZE 殉教 ～off vocal ver.
4. SCAPE GOAT ～off vocal ver.

## Содержание манги
| № | Дата публикации     | ISBN               |
| --- | ------------------- | ------------------ |
| 1 | 30.1.1990           | ISBN 4-08-849611-6 |
| Нандзё Кодзи обнаруживает себя в постели незнакомого человека. Выясняется, что его подобрал на улице Идзуми Такуто, который видит, что Кодзи простудился и пытается как-то вылечить его. Кодзи невольно на некоторое время остаётся в доме Такуто, а затем пытается разузнать побольше о его сестре Сэрике, потому что считает, что был влюблён в неё ещё в детстве. Через некоторое время заболевает и Идзуми, но, не обращая внимания на высокую температуру, упрямо отправляется на футбольный матч. Идзуми помогает команде выиграть, но после финального свистка теряет сознание. Кодзи привозит его в больницу, а там поддается внезапному порыву и почти целует Идзуми, затем пугается собственного влечения и неожиданно признается в любви Сэрике. Кодзи не хочет возвращаться к привычной жизни супер-звезды и забрасывает все свои дела, несмотря на увещевания менеджера — Кацуми Сибуи. Идзуми лежит в больничной палате и случайно видит в газете фотографию, на которой Кодзи подбирает бессознательного Идзуми с футбольного поля, и внизу надпись: «Нашелся Нандзё Кодзи!». Идзуми приходит в ярость. |                     |                    |
| 2 | 23 апреля 1990 года | ISBN 4-08-849639-6 |
| Стосковавшиеся по Кодзи фанаты осаждают дом Идзуми, донимая болезненными вопросами о прошлом и отношениях с Кодзи. Когда наконец удается от них избавиться, приезжает сам Нандзё Кодзи. Он понял, что Идзуми просто не хочет привлекать внимание к своей семье: если он станет известным футболистом, вскроются неприятные подробности из прошлого, и это может негативно повлиять на будущее Сэрики и Юго (младшего брата). Получается, что Кодзи своим поведением невольно привлек внимание прессы к семье Идзуми. Разозлённый Идзуми кидается на Кодзи с кулаками. Кодзи осознаёт, что влюблён в Такуто, и та девочка с футбольного поля, которая очень нравилась ему шесть лет назад и которую называли «Идзуми», на самом деле не Сэрика, а сам Такуто. Кодзи обещает оставить Идзуми в покое и начинает встречаться с кинозвездой Минамимото Миэко. У Кодзи берут интервью, которое читает Сэрика. Она тоже догадывается, что брат все время специально проигрывал матчи, чтобы прошлое их семьи не всплыло наружу. Она пытается извиниться перед Идзуми, но тот говорит, что думает бросить футбол. В разговор вмешивается Кодзи, они ругаются, и Сэрика практически попадает под машину. Идзуми бросается защищать её, но Кодзи отталкивает его, спасает Сэрику, а сам ломает руку. Идзуми не понимает, почему Кодзи защищает его сестру и решает, что тот влюблён в Сэрику. |                     |                    |
| 3 | 30 июля 1990 года   | ISBN 4-08-849666-3 |
| Кодзи не может обходиться без Идзуми и переводится в ту же школу, что и он. Идзуми пытается его игнорировать. Когда он отправляется на футбольное поле, чтобы потренироваться, Кодзи вызывается быть вратарём: он говорит, что любит футбол и обожает смотреть на игру Идзуми. У героев устанавливаются хорошие, почти дружеские отношения, а Кодзи опять начинает встречаться со своей бывшей возлюбленной Миэко, даже флиртует с её младшей сестрой. Как понимает Сибуя, Кодзи просто использует обеих девушек, а на самом деле старается отвлечь внимание папарацци от Идзуми. Идзуми, со своей стороны, все ещё считает, что Кодзи влюблён в Сэрику, поэтому чувствует раздражение, обвиняет Кодзи в том, что тот волочится за каждой юбкой, и требует, чтобы Кодзи сказал определённо, в кого же он влюблен. Кодзи признается, что влюблён в Идзуми, но потом оборачивает разговор в шутку. Квартирная хозяйка выгоняет Идзуми, и Сибуя предлагает Идзуми переселиться к ним с Кодзи. |                     |                    |
| 4 | 30 июля 1990 года   | ISBN 4-08-849703-1 |
| Идзуми рассказывает Сэрике, что поговорил с Кодзи и выяснил, что тот влюблён не в неё. Впрочем, Сэрика и так догадывалась об этом. Такуто пытается найти себе новое жильё, но, так как у него теперь есть собака, ему везде отказывают. Лучше всего было бы избавиться от щенка, но Идзуми не хватает духу. Однако когда он отходит купить в магазине кое-какой еды, пёс попадает под машину. Расстроенный Идзуми приходит в квартиру Кодзи и Сибуи, потому что больше ему идти некуда. Кодзи приводит его в чувство и отправляет спать, Сибуя же, наблюдая за ними, понимает, что Кодзи влюблён в Идзуми. Он пытается образумить Кодзи, объясняя, как статус гомосексуалиста может отразиться на карьере певца, но Кодзи ничего не желает слышать. Он окончательно порывает с Миэко. Идзуми назначают капитаном футбольной команды, поэтому он думает бросить все свои работы, подработки и сконцентрироваться на футболе. Кодзи ранее предлагал Идзуми переехать к ним с Сибуей, так что Идзуми решает воспользоваться случаем и переехать, а в качестве оплаты за жильё выполнять работу по дому и готовить. Постоянное пребывание рядом с Идзуми оказывается для Кодзи слишком мучительным, он пытается отвлечься и проводит много времени в звукозаписывающей студии, но однажды вечером не выдерживает и признается в своих чувствах. Идзуми испытывает только недоумение, страх и отвращение. Кодзи практически насилует Идзуми, но в последний момент приходит в себя. На следующий день одна из футбольных болельщиц (Минако) предлагает Идзуми встречаться, тот соглашается в надежде, что это поможет избавиться от Кодзи. |                     |                    |
| 5 | 30 марта 1991 года  | ISBN 4-08-849740-6 |
| Идзуми сообщает Кодзи, что готов забыть о произошедшем, все равно у него в данный момент нет денег, чтобы поменять квартиру. Он начинает встречаться со своей болельщицей Минако. Кодзи сходит с ума от ревности и насилует Минако, обвиняя во всем Идзуми: тот использовал девушку, чтобы сбежать от чувств Кодзи. На следующее утро Идзуми идёт по улице и случайно встречает свою мать, которая, как он думал, умерла двенадцать лет назад. Мать рассказывает о том дне, когда она убила своего мужа и признается, что не хотела ранить Такуто, что любит его и всегда любила. Когда она уходит, Кодзи говорит, что у него возникло странное чувство: будто эта женщина ждала двенадцать лет, чтобы высказаться, а теперь ей незачем жить. И действительно, мать Идзуми кончает жизнь самоубийством, спрыгнув с крыши высотного дома. Сибуя меняет жильё, так что Кодзи и Идзуми теперь вдвоем живут в одной квартире. Идзуми говорит, что не способен любить, но Кодзи всё равно: он только хочет быть рядом с Идзуми. |                     |                    |

## Cathexis

### Сюжет
Аниме «Bronze Cathexis» (англ. cathexis — катексис) сняли через два года после «Zetsuai 1989». Cathexis не является полноценным продолжением манги, а представляет собой несколько видеоклипов под музыкальное сопровождение, без особой сюжетной линии. Эту OVA также можно встретить под названиями «Bronze Cathexis Koji Nanjo», «Бронзовый катехизис» или просто «Cathexis».
Все песни исполняет Иноэ Такэхидэ (TAKEHIDE), который позже примет участие в записи саундтрека к «Bronze: Zetsuai since 1989».
Композиции, под которые происходит действие «Cathexis»:
- BAD BLOOD
- Jesus Christ Love For You
- Katsuai (яп. 渇愛)
- 20XX Zetsu-ai
- Moonlight Eternal Mobius

Видео длится около тридцати минут.

### Музыка Cathexis
BRONZE-Cathexis KOJI NANJO — саундтрек к OVA Cathexis. В основном, классическая музыка или композиции в классической обработке. Песни (Katsuai и Jesus Christ Love for You) исполняет Хаями Сё. Релиз: 17 июня 1994 года
| # | Название трека                                    | Японское название и перевод                                                             | Время |
| - | ------------------------------------------------- | --------------------------------------------------------------------------------------- | ----- |
| 1 | Katsuai ~cathexis style~                          | Katsuai ~в стиле cathexis~ (яп. 渇愛 cathexis style)                                    | 04:30 |
| 2 | Beethoven’s Moonlight Sonata: 1st movement        | Лунная соната Бетховена: первая часть (яп. ベートーヴェン「月光」第１楽章)              | 5:57  |
| 3 | Albinoni's Adagio in G minor                      | Альбинони, Адажио соль-минор (яп. アルビノーニ(ジャゾット編)アダージョ)                 | 09:10 |
| 4 | Brahms' String Symphony: Op.1, 2nd movement       | Струнная симфония Брамса: Op.1, 2nd movement (яп. ブラームス弦楽六重奏曲第１番第２楽章) | 11:39 |
| 5 | Jesus Christ Love for You ~classical music style~ | Jesus Christ Love for You в стиле классической музыки                                   | 05:37 |

Bronze Endmax Katsuai XX93 (яп. BRONZE ENDMAX ～南條晃司／渇愛××93) — этот альбом вы также можете встретить под названием «Bronze Endmax XX93». В отличие от предыдущего альбома («BRONZE-Cathexis KOJI NANJO»), здесь все композиции представлены не в обработке, а именно в таком виде, в каком мы слышим их в аниме Cathexis. Песни исполняет Хаями Сё. Релиз: 22 сентября 1993 года
1. 20XX ZETSU-AI ~crime of passion~ — 5:55
2. Katsuai (яп. 渇愛) — 4:36[30]
3. Gekkou ~ Mobius no Einen (яп. 月光～MOBIUSの永遠) — 5:11

## Bronze

Обложка 8 тома манги Bronze: Zetsuai since 1989.

Bronze: Zetsuai since 1989 (также Bronze Zetsuai или просто Bronze) — продолжение манги Zetsuai 1989. Многие персонажи, лишь вскользь упоминавшиеся в первой части, более тщательно описываются здесь. Кроме того, манга и аниме, снятое в 1996 году, содержат больше типичных элементов жанра яой: эротических, романтических гомосексуальных сцен.
Хотя в «Zetsuai 1989» рассказывается прелюдия тех отношений, которые дальше развиваются в «Bronze», первая часть не требуется для понимания второй. Идзуми всё-таки остаётся рядом с Кодзи, несмотря на свои попытки отгородиться. Более того, из-за проблем с жильём он вынужден жить в одной квартире с Кодзи и Сибуей (менеджером Кодзи). Зато футбольная карьера Идзуми идёт в гору, особенно теперь, когда он перестал бояться излишней огласки, и его даже приглашают на стажировку в Италию.

### Аниме
Продолжение аниме «Zetsuai 1989», классика в жанре яой. Эту OVA сняли через несколько лет после появления первой части и в другой анимационной студии, поэтому стиль рисунка сильно различается. Режиссёром на сей раз стал Кавасаки Ицуро, сценарий написан Ямадзаки Кадзуо, а дизайном персонажей занимался Кисэ Кадзутика.
Действие охватывает события с первого тома манги «Bronze» по третий, хотя многие сцены пропущены. Добавлены некоторые сцены из манги Zetsuai. В частности, рассказ про детство и семью Кодзи, сцены из детства Идзуми — то, что не вошло в первую OVA из-за нехватки времени, но присутствовало в манге. В отличие от первой серии, здесь присутствуют братья Кодзи, в частности, Нандзё Хиросэ (глава семьи Нандзё), который плетёт свои интриги, стараясь разлучить Кодзи и Идзуми. Аниме начинается с момента, когда Кодзи попадает в автокатастрофу, а кончается эпизодом в квартире Нандзё Хиросэ, когда Хиросэ пытается заставить Кодзи отказаться от Идзуми, вернуться к прежней жизни и взять в руки дела семьи.

### Манга
Продолжение выходит в журнале Margaret. Пока выпущено 14 томов «Bronze: Zetsuai since 1989». Манга лицензирована на немецком (издательство Carlsen Verlag), корейском и испанском (Glénat España) языках.
И, наконец, здесь лучше представлен своеобразный стиль мангаки: в ранних додзинси Минами Одзаки (например, «Karada Kinenbi», «Calekka»), а также в первых томах «Zetsuai 1989» линии более плавные, поздним же работам (в том числе манге Bronze) свойственны резкие линии и угловатость. Поэтому те, кто любит необычный рисунок Минами Одзаки, предпочитают именно эту часть манги. С другой стороны, верно и обратное: многим людям не по душе нарочитая стилизация фигур и постоянное отсутствие фона.

### Вышедшие тома "Zetsuai Bronze, since 1989"
| № | Дата публикации       | ISBN               |
| --- | --------------------- | ------------------ |
| 1 | 29 января 1992 года   | ISBN 4-08-849841-0 |
| После того, как Кодзи один раз занялся с ним любовью, Идзуми каждую ночь мучают кошмары. Кодзи старается не усугублять ситуацию. Он вынужден проводить ночи с женщинами, что выводит из себя Идзуми, чувствующего запах духов. Футбольная ассоциация Италии заинтересовалась Идзуми и приглашает его на стажировку, но тот пока не готов принять решение о переезде. Тренер, который собирается в Италию по делам, предлагает Идзуми поехать вместе, осмотреться. Кодзи прямо во время выступления на сцене произносит речь о том, что решил закончить карьеру певца. На следующее утро Идзуми уезжает в Италию, оставляя записку, где обещает вернуться через неделю. Кодзи бросает всё, садится на мотоцикл без шлема и мчится в аэропорт. По дороге случается авария, в результате которой Кодзи впадает в кому. Идзуми узнаёт о случившемся только после возвращения в Японию. Сибуя винит во всём Идзуми. Поначалу и Идзуми, и Сибуя надеются, что Кодзи придёт в себя, но время идёт, ничего не происходит. Тренер недоумевает, почему Идзуми колеблется, и заявляет, что тот не может «положить жизнь ради другого человека», а Италия «не будет ждать вечно». Идзуми решает, что он должен жить, даже если Кодзи умрёт. |                       |                    |
| 2 | 28 июля 1993 года     | ISBN 4-08-848113-5 |
| Изуми Такуто пытается снова жить самостоятельно. Сосредоточившись на футболе, он хочет забыть обо всем. В его футбольную команду приходит Хисая Кунихиде, и они становятся друзьями. Такуто решает, что отныне он будет жить только футболом и хочет покончить с прошлым. Изуми снова отправляется в больницу, чтобы навестить Кодзи. Кодзи выходит из комы, но от пережитого шока теряет дар речи. Тем временем Хиросэ Нандзё сообщает своему брату Кодзи о смерти отца и хочет вернуть его в семью. Кодзи должен выполнить последний приказ отца и стать лидером додзё Нандзё. Его музыкальная карьера должна закончиться немедленно. Кодзи использует этот шанс, чтобы не вмешиваться в жизнь Изуми, так как не хочет больше причинять боль своему любимому. Его друг Кацуми звонит ему по телефону и говорит, что Изуми вот-вот сломается из-за боли, которую причиняет ему Кодзи. Кодзи покидает додзё и отправляется на поиски Идзуми. Некие репортеры сфотографировали Кодзи и собираются опубликовать грязную историю о звезде, потерявшей голос. Идзуми избивает их и сам тоже получает травму. Он убегает в подворотню и плачет. Он не может поверить в то, что он сделал, и почему он сделал это ради Кодзи. Он тихонько зовет Кодзи по имени. |                       |                    |
| 3 | 30 января 1994 года   | ISBN 4-08-848173-9 |
| В этот момент Кодзи появляется прямо перед Идзуми Такуто. Так как все средства массовой информации затаились вокруг додзё Нандзё, Такуто уводит Кодзи в свою маленькую квартирку над баром, где он работает. Постепенно Такуто принимает любовь Кодзи, хотя и не может признаться ему в своих чувствах. Он даже не осознает своих чувств и боится любви после того, что случилось с его родителями. Братья Кодзи - Хиросэ и Акихито - не желают мириться с тем, что их брат наплевал на их семью, и делают все, чтобы разрушить жизнь Кодзи. Хиросе доводит до банкротства компанию приемного отца Изуми - Хориучи и похищает Такуто, чтобы заставить его рассказать о местонахождении Кодзи. Кодзи умоляет брата взять назад свои действия по отношению к компании приемного отца Идзуми. Он преклоняет колени перед старшим братом. Эта деградация приводит Такуто в бешенство. Он кричит на Кодзи, напоминает ему, что тот всегда обещал, что сделает для него все, а теперь даже не разговаривает с ним. Такая реакция помогает Кодзи вновь обрести голос. На глазах у братьев он признается в глубокой любви к Такуто и говорит Хиросэ, что уходит из семьи. Кодзи собирает свою группу для записи последнего альбома и последнего концерта. Теперь, когда рядом с ним Идзуми, ему больше не нужна карьера поп-звезды. На концерте, после того как Кодзи сказал поклонникам, что это его последний концерт, одна из поклонниц (Эри, девушка Хисая Кунихиде) выходит из себя и нападает на звезду с ножом. Раны не очень серьезные, но за Кодзи нужно ухаживать. Поэтому Идзуми решает остаться рядом с ним. |                       |                    |
| 4 | 30 мая 1994 года      | ISBN 4-08-848213-1 |
| После того, как Эри напала на Кодзи на его последнем концерте, ее ненавидят поклонники Кодзи и окружает пресса. Её психическое состояние ухудшается с каждым днем. Хисая, очень любящий ее, хочет сделать все возможное, чтобы помочь ей, и жаждет отомстить Кодзи, который, по его мнению, является причиной всего этого. Хиросэ связывается с Кунихидэ и предлагает ему скрыть от Эри информацию о СМИ - в обмен на это он должен изнасиловать Такуто. Это должно задеть Кодзи больше всего. Тем временем Кодзи старается сделать все, чтобы его возлюбленный был счастлив. Он даже начинает готовить для него еду. Такуто решает больше не ездить в Италию. В глубине души он знает о своих истинных чувствах к Кодзи, но не может сказать ему об этом. Ведь "любить" означает "уходить" и оставаться одному, как он понял из своего печального прошлого. В канун Рождества, когда Изуми собирается покинуть свою футбольную команду, чтобы отправиться домой и отпраздновать с Кодзи, Кунихидэ хочет поговорить с ним наедине. Они отправляются в квартиру Кунихидэ - бывший дом Кодзи. Хисая подсыпал что-то в напиток Изуми, что должно помочь ему выполнить грязный заказ Хиросе. Но Идзуми все еще силен. Он рассказывает Кунихиде о Кодзи и о том, что его любовь к нему похожа на любовь Кунихиде и Эри. Хисая начинает понимать и отпускает Такуто. Но Хиросе уже здесь, чтобы завершить свой план. |                       |                    |
| 5 | 30 июля 1994 года     | ISBN 4-08-848233-6 |
| Хиросе ненавидит Кодзи, ведь он всю жизнь боролся за любовь и признание их отца, который, однако, всегда предпочитал Кодзи. Теперь он хочет отомстить, уничтожив того, кого Кодзи любит больше всего - Такуто. Вместе со своей секретаршей он насилует Такуто и рассказывает ему правду о его родителях: Отец Такуто изменил своей жене с другой женщиной. Теперь для Такуто рушатся все иллюзии любви и доверия. Кодзи очень волнуется за Идзуми, которая не вернулась. Он звонит Кацуми, которая пытается успокоить Кодзи, но тому все равно. Он сразу же начинает искать своего возлюбленного и находит его в картине страдания, сидящим перед своим детским домом. Он отвозит его домой, где Идзуми обманывает его и говорит, что нашел себе другую возлюбленную. Кодзи находит следы насилия, оставленные Хиросэ на его теле, и начинает понимать, что произошло на самом деле. Он хочет показать Идзуми, как сильно он его любит, даже насильно. В конце концов Кодзи хочет уйти и дает Такуто снотворное, чтобы тот уснул. Во сне Такуто тянется за волосами Кодзи и крепко цепляется за них, но Кодзи обрывает их и уходит. |                       |                    |
| 6 | 21 декабря 1994 года  | ISBN 4-08-848283-2 |
| Кодзи приходит к Хиросэ, вооруженный катаной. Он хочет окончательно покончить с мучениями, которые причиняет ему и Такуто его брат. Ранив Хиросэ, Кодзи отрезает себе левую руку, чтобы доказать, насколько серьезно он настроен оставить семью Нандзё и все традиции позади. Тем временем Такуто замечает исчезновение Кодзи. Когда Кацуми звонит ему по телефону, он лжет ему и говорит, что все будет в порядке и Кодзи по-прежнему спит. Кацуми не верит спокойным словам Такуто и заявляется к ним домой, где обнаруживает, что Кодзи там не было. В этот же момент появляется Кодзи и говорит Кацуми, что ему пора уходить, все в порядке. После ухода Кацуми, Идзуми видит, что произошло. Такуто в первый момент приходит в ярость, но в конце концов все понимает. Кроме того, он хочет покончить с болью прошлого и большим кухонным ножом вырезает свой старый шрам на бедре. |                       |                    |
| 7 | 20 декабря 1995 года  | ISBN 4-08-848436-3 |
| Вместо того чтобы разрушить любовь между Кодзи и Такуто, что планировалось братьями Кодзи, их отношения только укрепились благодаря этому. Кунихиде тоже замечает их чувства друг к другу. После того как раны Кодзи и Такуто постепенно зажили, Такуто получает серьезное ранение в колено на футбольном матче. Он страдает от депрессии, думая о том, что больше никогда не сможет играть в футбол. Рукоять меча Кодзи теперь заменена протезом. Половина седьмого тома Bronze содержит бонусные истории о Кунихиде и Эри, а также о возвращении Кодзи с его новой группой "Kreuz". В конце Bronze 7 Изуми возвращается к Хиросэ и требует вернуть кольцо Кодзи, которое тот носил на своей потерянной руке. Когда Такуто получает его, он замечает выгравированные начальные буквы имен Кодзи и его самого. |                       |                    |
| 8 | 21 декабря 1996 года  | ISBN 4-08-848585-8 |
| После месячной реабилитации в частной клинике Идзуми начинает заниматься футболом под наблюдением специалистов. Он решает поселиться в доме престарелых, пока Кодзи не закончит строительство их дома. Идзуми все больше концентрируется на футболе. Это самое важное для него занятие, которое он постоянно показывает Кодзи. Кодзи даже почти сломался от этого. Похоже, что Идзуми так сосредоточен на своей карьере, потому что он снова хочет избежать чувств Кодзи. Когда Кодзи и Идзуми проводят обычный день на пляже и жаркую ночь в отеле, Идзуми осознает, насколько сильные чувства он испытывает к Кодзи. Ему становится очень страшно. Идзуми становится все более популярным среди поклонников и СМИ, и им обоим становится все труднее сохранять свои отношения в тайне. Травма Идзуми залечена, и перед ним открывается славный путь футбольной карьеры. |                       |                    |
| 9 | 24 марта 1997 года    | ISBN 4-08-848624-2 |
| Хотя Кодзи видит, как счастлив Идзуми, его жгучая ревность к футболу почти сводит его с ума. Даже после того, как Такуто сказал ему, что он никогда не будет сравнивать футбол с Кодзи, он все равно ревнует. Он хочет, чтобы Идзуми был его единственным и неповторимым! Такуто, наконец, осознал свои чувства к Кодзи и пытается показать их маленькими намеками (он даже целует Кодзи, носит его кольца... но так и не может признаться в любви) Пока Изуми находится в тренировочном лагере, Кодзи снова предает его с несколькими женщинами. Отчасти из-за страха оказаться гомосексуалистом, а также из-за тоски по Идзуми, с которой он разлучен уже несколько дней. Идзуми реагирует на это крайне ревниво. Но ревнует не только он: Акихито замечает страсть Хиросе, с которой тот следит за карьерой Такуто. Акихито окончательно хочет избавиться от всего и всех, что отвлекает Хиросе. На Рождество, когда Изуми отправляется к Тиффани за ценным подарком для Кодзи (дорогой подвеской с распятием), Акихито на своем Porsche наезжает на него. |                       |                    |
| 10 | 30 ноября 1998 года   | ISBN 4-08-848883-0 |
| На этот раз основная часть "Bronze" совсем короткая, но очень трагичная... Пока Кодзи ждет возвращения Идзуми, ему звонят из больницы. Ему сообщили, что медики сделали все возможное, чтобы Идзуми остался жив. Ранения Такуто очень серьезны. Из-за тяжелых повреждений позвоночника Идзуми всю оставшуюся жизнь проведет в инвалидном кресле. Тем временем Хиросе позвонили из больницы, куда был доставлен Акихито. Ему сообщили о психическом состоянии брата, которое заставляет его жить во времени, предшествующем смерти отца. Полиция расследует несчастный случай. Поскольку на дороге не было следов разрыва, они не могут исключить, что это была не настоящая авария, а спланированное убийство. Когда Кацуми сообщают, кто был водителем Porsche, он пытается сделать все, чтобы сохранить этот факт в тайне. Кодзи может не знать правды. Кодзи думает о будущем Такуто и уверен, что его любимому будет очень больно, когда он проснется и узнает, что больше никогда не сможет играть в футбол. Он хочет избавиться от этой боли и, целуя его в последний раз, пытается убить Идзуми. Кацуми, Такасака и несколько врачей входят в комнату в последний момент, чтобы остановить Кодзи. Кодзи сопротивляется изо всех сил, пытаясь довести свой план до конца. Кацуми уговаривает его, и ему удается остановить своего друга. Кодзи лежит у постели Такуто, наблюдая за его сном, и думает о том, что у них еще есть шанс. Идзуми открывает глаза и тихо называет его по имени. |                       |                    |
| 11 | 30 января 2000 года   | ISBN 4-08-847165-2 |
| После того как Изуми вышел из комы, он узнал печальную правду: он попал в аварию и, скорее всего, навсегда будет прикован к инвалидному креслу. Ему нужно время, чтобы осознать масштаб ужасов. Он пытается встать с кровати, но ноги не двигаются. Когда он пытается встать с кровати, то падает на пол, не в силах подняться, но с трудом справляется со своим положением. Когда Идзуми удается поговорить наедине с Кацуми, он спрашивает его: "Что с водителем?". Кацуми рассказывает ему и спрашивает, видел ли он его, но Идзуми отвечает, что нет, и умоляет его ни слова не говорить Кодзи. Сибуя обещает соблюдать осторожность. Кацуми пытается сделать все возможное, чтобы помочь Такуто. Он добивается перевода Идзуми в специальную больницу в США, где его смогут лучше лечить. Перед тем как Кодзи и Такуто собираются покинуть страну, Идзуми просит Кодзи навестить могилу "Кодзи". (Собака, которую он нашел у Кодзи в тот день, когда Изуми подобрал его (Zetsuai том 1). Маленькая собачка позже погибла в автокатастрофе). На лугу, где Идзуми похоронил собаку, теперь футбольное поле и играют дети. Идзуми хочет остаться на некоторое время, чтобы понаблюдать за их игрой. Вдруг один из детей промахивается по мячу, и тот летит к Идзуми. Мяч катится рядом с ним, но он не может до него дотянуться, поэтому скользит по земле к нему. Достигнув его, он бросает мяч обратно удивленному мальчику. После того как мальчик побежал обратно играть. Он плачет: почему он, почему его ноги? почему он не умер? Плачем он говорит: "Я возвращаю тебе твою руку. Верни мне мои ноги". Он готов вернуть Кодзи левую руку и сделать все, что тот хочет, лишь бы вернуть ему ноги. Все... Он спрашивает Кодзи, не этого ли он всегда хотел: Такуто только для себя, своего "единственного и неповторимого", никакого футбола - только он, Кодзи, в жизни Такуто. Кодзи признается в своей ревности к футболу и эгоистическом желании привязать к себе Изуми. Долго скрываемые чувства Кодзи вырываются наружу, и он с криком рассказывает Идзуми все свои муки. Такуто обнимает его и благодарит за откровенность. Идзуми всегда знал о чувствах Кодзи, и ему было больно видеть, как его любимый постоянно страдает. Такуто говорит Кодзи, что ему нужен футбол и он сам. Он никогда не сдастся и однажды обязательно снова будет играть в футбол, а Кодзи будет рядом с ним. Начинается дождь, и они едут в гостиницу, чтобы согреться. В следующий момент Кодзи приближается к своему возлюбленному, а Такуто вспоминает день аварии и лицо Акихито. Он пугается и молится, чтобы Кодзи никогда не узнал правду о том, кто управлял машиной. Тем временем в додзё Нандзё: Акихито пользуется случаем и притягивает Хиросэ к себе поближе. Из-за амнезии, которой он страдает после аварии, он ведет себя как невинный ребенок, но Кураучи (телохранитель Хиросе) замечает, что он притворяется. В конце концов, Кодзи случайно узнает, кто был водителем машины, разрушившей жизнь Такуто. |                       |                    |
| 12 | 30 марта 2003 года    | ISBN 4-08-847609-3 |
| 13 | 30 сентября 2003 года | ISBN 4-08-847665-4 |
| 14 | 24 марта 2006 года    | ISBN 4-08-846040-5 |

### Звуки и музыка
Музыка написана композитором Отани Ко.
Закрывающая композиция аниме (англ. Ending Theme): «BRONZE Saishuushou», исполнитель — Иноэ Такэхидэ. В альбоме Bronze Original Soundtrack эта песня фигурирует под названием «Bronze — End».
Два диска Drama CD были выпущены под лейблом Frontier Works. Эти альбомы примечательны тем, что главных героев озвучивают другие сэйю: Касэ Ясуюки исполняет роль Идзуми Такуто, Курода Такая — Нандзё Кодзи, а Тиба Сусуму — Такасаки Тосиюки.
- DRAMA CD BRONZE zetsuai since 1989 — базируется на событиях манги со второго тома по пятый. Дата выхода: 23 марта 2003 года.[39]

Роли озвучивают:
Курода Такая: Нандзё Кодзи
Касэ Ясуюки: Идзуми Такуто
Ямагути Каппэй: Кацуми Сибуя
Мати Юдзи: Нандзё Хиросэ
Уэда Юдзи: Нандзё Акихито
Ёсиока Фумио: Хисая Кунихидэ
Кавараги Сихо
Акита Мадока
Кобаяси Мэгуми
Нисихара Кумико
- DRAMA CD BRONZE zetsuai since 1989 vol.2 — отдельная история, сценарий к которой частично написала Минами Одзаки.[41] По сюжету, Идзуми отправляется вместе с Кодзи на фотосессию в Италию, за ними следуют Сибуя, Такасака Тосиюки и целая орда репортёров и папарацци. Однажды утром Кодзи и Идзуми вместе сбегают из отеля. Дата выхода диска: 25 сентября 2003 года.

Роли озвучивают:
Курода Такая: Нандзё Кодзи
Касэ Ясуюки: Идзуми Такуто
Ямагути Каппэй: Кацуми Сибуя
Тиба Сусуму: Такасаки Тосиюки
Намада Кэндзи
Нацуки Рё
Хисакава Ая
Синохара Эми
Кавараги Сино

## Лайт-новел
Издательством Shueisha было выпущено несколько «лайт-новел» (яп. ライトノベル). Книги написала Акияма Рин, а проиллюстрировала Минами Одзаки. Лайт-новел Zetsuai Since 1989 появилась в декабре 1997 года, одновременно с ней выходила серия Kaen Danshou, посвящённая семье Нандзё (в частности, Нандзё Хиросэ).
| Название                                                                                                   | ISBN               | Дата выхода |
| --- | ------------------ | ----------- |
| Kaen Danshou (яп. 華冤断章 小説)                                                                           | ISBN 4-08-702004-5 | июль 1997   |
| Zetsuai Since 1989 (яп. 絶愛 Since 1989)                                                                   | декабрь 1997       |             |
| Kaen Danshou -Uragirimono no Matsuei (яп. 華冤断章－裏切り者の末裔－小説)                                  | ISBN 4-08-702010-X | январь 1998 |
| Kaen Danshou -Yami no Sumu Ie, King no Umareru Machi (яп. 華冤断章－悪魔の棲む地下 帝王の生誕れる街－小説) | ISBN 4-08-702012-6 | август 1998 |

## Артбуки
- ZODIAC Seijyuu Dennsetsu (яп. ZODIAC 聖獣伝説) — один из ранних артбуков. Иллюстрации манги Zetsuai.
ISBN 4-08-782122-6. Дата выхода: 24 апреля 1991 года
- GOD Guuzou Hakai Shugi (яп. GOD-偶像破壊主義-)— небольшой сборник цветных иллюстраций по Zetsuai и Bronze.
ISBN 4-08-848044-9. Дата выхода: 15 ноября 1992 года
- Dai Gengaten '93[47]
- Neo Egoism Illustration Card Book (яп. ネオ　エゴイズム　イラストカード　Book) — иллюстрации в форме открыток, в общей сложности 20 шт. Артбук содержит 18 стр., выпущен издательством Gakken.
ISBN 4-05-400254-4. Дата выхода: декабрь 1993
- Minami Bessatsu Puff: Ozaki Minami special (яп. 南　別冊ぱふ尾崎南特集号) — специальный выпуск манга-журнала Puff, посвящённый работам Минами Одзаки. Содержит, в основном, чёрно-белые иллюстрации с комментариями мангаки. Дата выхода: июль 1994
- Akuratsu (яп. 悪辣) — сборник додзинси, иллюстраций из журнала Margaret, также включает календари, постеры и изображения, так или иначе связанные с OVA «Bronze».Этот артбук, содержащий 152 страницы, считается одним из лучших артбуков Минами Одзаки.[48] Дата выхода: 18 августа 1995 года
- I love you, I’ll kill you[47] — карандашные наброски.
- Bronze (яп. アニメムック) — иллюстрации, скриншоты из OVA «Bronze», наброски. Артбук включает 90 стр., выпущен издательством Shueisha.
ISBN 4-08-102024-8. Дата выхода: 4 марта 1997 года
- Teikoku underground (яп. 帝國underground) — карандашные наброски Минами Одзаки. Артбук содержит 56 стр. Дата выхода: август 2004.

## Интересные факты
1. Минами Одзаки известна также своими додзинси по манге «Captain Tsubasa». Кроме того, что главные герои этой манги — футболисты, с годами они становятся все больше внешне похожи на героев «Zetsuai» и «Bronze».[49]
2. Именно в манге Zetsuai впервые появилось одно из главных яойных клише: «Я полюбил его не потому, что он мужчина. Я полюбил бы его любого, даже если бы он был кошкой, собакой, растением или роботом».[41] Интересные факты

## Критика
На момент создания манги жанр, в целом, не был ещё всеобще признанным. Zetsuai 1989 считается одним из "главных произведений яоя" и "одной из величайших икон сёнэн-ай". Кодзи и Изуми называют "Ромео и Джульеттой" сёнэн-ай. В манге практически нет откровенного секса. Вместо этого присутствуют "мучения" через "обилие крови" из-за членовредительства и несчастных случаев . Работы Одзаки описываются как "затяжные эротические психодрамы", а " Zetsuai  1989" является "самой известной" из них. Изображение любви в манге описывается как "около насильственное", что рассматривается как "настоящее откровение" для читательниц.  Характер матери Идзуми критикуется Кадзуко Судзуки как пример того, что яой, демонстрирует "крайне негативные образы матерей". Anime News Network критикует мелодраматический тон OVA Bronze: Zetsuai Since 1989: "Угрюмость! Мелодрама! Этот сериал входит в число самых мелодраматичных аниме всех времен и народов. Возьмите любовно-смертельную тоску Вайса Кройца и умножьте её на тысячу, и вы сможете приблизиться к "Zetsuai". В этом отношении аниме до жути похоже на старые викторианские романы с их опустошающими болезнями, самопожертвованием и высокой трагедией. Либо Кодзи, либо Идзуми (обычно оба) почти постоянно ранены или больны...". (В конце 14 тома "Zetsuai Bronze" оба являются физическими инвалидами - у одного нет левой руки, у второго не двигаются ноги из-а автомобильной аварии).  Aestheticism.com описывает художественный стиль Zetsuai как "похожий на тетрадь модельера",  а Anime News Network характеризует дизайн персонажей "ужасно мутированный" и "отвратительный".  Мэтт Торн (культурный антрополог и профессор кафедры производства манги на факультете манги Киотского университета Сэйка в Японии) описывает отношения Кодзи Нандзё и Такуто Изуми как "напряженную и часто мрачную историю любви", говоря, что "если вы любите насыщенно-жестокий сёнэн-ай, то вы его уже нашли".